# Romet 750
Romet 750 – motorower produkowany w latach 1974−1976 przez Zakłady Rowerowe Romet w Bydgoszczy; w literaturze zaliczany do serii Pegaz, jakkolwiek formalnie nie nosił takiej nazwy.
Rozwinięcie wcześniejszych motorowerów Pegaz 700 i 705, od których różnił się głównie ulepszonym silnikiem typu 017 produkowanym przez Zakłady Metalowe Dezamet w Nowej Dębie. Względem poprzednika – silnika 010 – zmieniono w nim układ żeber na cylindrze i głowicy dla poprawienia obiegu powietrza, zrezygnowano z automatycznego sprzęgła, wprowadzając dwubiegową skrzynię przekładniową oraz klasyczne sprzęgło dwutarczowe pochodzące z motoroweru Komar. Jedynie tarcze cierne z wkładkami korkowymi zastąpiono w nim pełnymi tarczami wykonanymi z masy ciernej. Zmiana biegów sterowana cięgłem od rękojeści na kierownicy, również wziętym z Komara. Z silnika zniknęły rowerowe pedały, zastąpione rozrusznikiem nożnym typowo "motocyklowym".
Wobec zmienionego sprzęgła i sposobu uruchamiania silnika zrezygnowano także z zaworu dekompresatora w głowicy. Uproszczono konstrukcję widelca teleskopowego. Zwiększono też zakres regulacji siedzenia i kierownicy. Motorower był jednoosobowy, obciążenie dopuszczalne wynosiło 120 kg. Płaski zbiornik paliwa nad tylnym kołem, o pojemności 4,5 l, pełnił funkcję bagażnika.
Kolejnym modelem z tej serii motorowerów był Romet 760 Polo.